# Zamach stanu w Sudanie (2019)
Zamach stanu w Sudanie (2019) – zakończony powodzeniem zamach stanu kierowany przez gen. Ahmada Awada ibn Aufa, przeciwko prezydentowi Umarowi al-Baszirowi.

## Podłoże
Protesty w Sudanie trwały od 19 grudnia 2018 roku, kiedy to w kilku miastach wybuchła seria demonstracji z powodu dramatycznie rosnących kosztów życia i pogorszenia się stanu gospodarki. W styczniu 2019 roku protesty przeniosły uwagę ze spraw gospodarczych na wezwania do dymisji długoletniego prezydenta Sudanu Umara al-Baszira. 22 lutego 2019 prezydent Baszir pierwszy raz od dwudziestu lat ogłosił stan wyjątkowy z powodu narastających niepokojów społecznych.

## Przebieg
Od 6 kwietnia na placu pod siedzibą naczelnego dowództwa wojskowego w Chartumie Sudańskie Zrzeszenie Profesjonalistów organizowało strajki przeciw prezydentowi Baszirowi. 11 kwietnia 2019 prezydent Sudanu Umar al-Baszir, sprawujący swój urząd 30 lat (1989 – 2019) został usunięty ze swojego stanowiska przez sudańskie siły zbrojne jako skutek sudańskich protestów w latach 2018–2019. Sudańskie wojsko ogłosiło rozwiązanie rządu i parlamentu, oraz wprowadziło trzymiesięczny stan wyjątkowy, po którym nastąpić ma dwuletni okres przejściowy. Ahmad Awad ibn Auf, który stał się de facto głową państwa, ogłosił również zawieszenie obowiązywania konstytucji i wprowadzenie godziny policyjnej. Media państwowe doniosły, że wszyscy więźniowie polityczni, w tym przywódcy protestów przeciwko Baszirowi, zostali wypuszczeni na wolność.
Tymczasowa Rada Wojskowa aresztowała kilku urzędników: premiera Muhammada Tahira Ajalę, Ahmada Haruna (przewodniczącego rządzącej partii Kongres Narodowy), członka Legislatury Narodowej Awad Al-Jaz, byłego ministra obrony Abd ar-Rahima Muhammada Husajna oraz byłych wiceprezydentów Bakriego Hasana Saliha i Alego Usmana Tahę.
Awad Ibn Auf następnego dnia po zamachu został usunięty ze stanowiska, podobnie dowódcy wywiadu i policji, a szefem rady wojskowej został gen. Abd al-Fattah Abd ar-Rahman Burhan. Dwa dni później rada wojskowa ogłosiła zniesienie cenzury i godziny policyjnej, zwolnienie więźniów politycznych, powołanie komitetu ds. walki z korupcją i wszczęcie dochodzenia w sprawie nadużyć dotychczasowej administracji. Ponadto rada zapowiedziała, że społeczeństwo będzie miało możliwość wyboru cywilnego premiera.
Sudańskie Zrzeszenie Profesjonalistów od czasu obalenia Baszira negocjowało z Tymczasową Radą Wojskową kształt przyszłego ustroju, jednak 3 czerwca niespodziewanie Rada podjęła próbę usunięcia siłą protestujących sprzed dowództwa wojska. Podczas masakry zginęło ponad 60 osób.

## Reakcje wewnętrzne
W oświadczeniu Stowarzyszenie Specjalistów Sudańskich i Sudańska Partia Komunistyczna potępiły Tymczasową Radę Wojskową jako rząd „tych samych twarzy i podmiotów, przeciwko którym zbuntowali się nasi wielcy ludzie”. Aktywiści domagali się przekazania władzy cywilnemu rządowi, kontynuując siedzący protest pod dowództwem armii.

## Reakcje międzynarodowe
- Francja uważnie śledzi rozwój sytuacji, wzywa do wysłuchania głosu narodu sudańskiego i wspiera proces pokojowy[12].
- Niemcy wezwały do pokojowego rozwiązania kryzysu w Sudanie. Kanclerz Angela Merkel wyraziła poparcie dla cywilnego rządu przejściowego[13].
- Turcja oświadczyła, że ma nadzieję na powrót do „normalnego procesu demokratycznego” w Sudanie[14].
- Rosja – Przewodniczący Rady Konstytucji i Komisji Spraw Konstytucyjnych Rady Federacji Andriej Kliszas cytowany przez agencję RIA Nowosti powiedział, że „Przymusowa, niekonstytucyjna zmiana władzy jest niedopuszczalna w Sudanie, tak jak w każdym innym kraju na świecie”[15].
- Unia Afrykańska potępiła zamach stanu, mówiąc, że posunięcie to nie jest właściwą odpowiedzią na wyzwania stojące przed Sudanem i aspiracjami jego mieszkańców[16].
- Unia Europejska oświadczyła, że monitoruje sytuację i wzywa wszystkie strony do powstrzymania się od przemocy i znalezienia sposobu na pokojowe przemiany[17].